# John Tileston Edsall
John Tileston Edsall (né le 3 novembre 1902 à Philadelphie, États-Unis - mort le 12 juin 2002) est un scientifique américain. Coéditeur de la revue Advances in Protein Chemistry, il a été professeur à l'université Harvard. Pionnier dans l'étude des protéines, il a contribué de manière significative à la compréhension des interactions hydrophobes.

## Biographie
Né à Philadelphie en Pennsylvanie, aux États-Unis, le 3 novembre 1902, la famille de John Edsall déménage à Boston alors qu'il est âgé de 10 ans. Diplômé en chimie de l'université Harvard, il y fréquente notamment le physicien Robert Oppenheimer.
Le 1er mai 1929, il se marie à Scarsdale, New York, avec Margaret Dunham (1902 - 1987). Le couple vivra principalement à Cambridge (Massachusetts) et aura trois fils : Lawrence (1930-1978), David (1933-) et Nicholas (1936-).
Lors de la Seconde Guerre mondiale, Edsall travaillera avec Edwin Joseph Cohn sur le fractionnement du sang. En 1943, ils publient le livre de chimie Proteins, Amino Acids and Peptides, qui aura une grande influence sur les chercheurs de ce domaine.